# Asien-Meisterschaften im Straßenradsport 2017
Die Asien-Meisterschaften im Straßenradsport 2017 fanden vom 26. Februar bis 2. März in der bahrainischen Hauptstadt Manama statt. Veranstalter war die Asian Cycling Confederation (ACC). Gleichzeitig wurden die Junioren- und Paracycling-Meisterschaften auf Straße durchgeführt; offizieller Titel der Veranstaltung war folgerichtig The 37th Asian Road, 24th Road Junior & 6th Para-Cycling Cycling Championships.
Bahrain war zum ersten Mal Gastgeber dieser Kontinentalmeisterschaften. Zugleich war es auch das erste Mal, dass die asiatischen Meisterschaften auf Straße und Bahn getrennt waren; die Bahnwettbewerbe waren drei Wochen zuvor in Neu-Delhi ausgetragen worden, siehe Asien-Meisterschaften im Bahnradsport 2017.

## Resultate

### Männer
| Disziplin             | Platz | Land | Fahrer |
| --------------------- | ----- | ---- | --- |
| Straßenrennen         | 1     | KOR  | Park Sang-hong                                                                                            |
|                       | 2     | UAE  | Yousef Mohamed Mirza                                                                                      |
|                       | 3     | KAZ  | Schandos Bischigitow                                                                                      |
| Einzelzeitfahren      | 1     | KAZ  | Dmitri Grusdew                                                                                            |
|                       | 2     | KOR  | Choe Hyeong-min                                                                                           |
|                       | 3     | HKG  | Cheung King-lok                                                                                           |
| Mannschaftszeitfahren | 1     | KAZ  | Alexei Luzenko / Dmitri Grusdew Andrei Seiz / Daniil Fominych Schandos Bischigitow / Baqtijar Qoschatajew |
|                       | 2     | JPN  | Takeaki Amezawa / Yukiya Arashiro Nariyuki Masuda / Rei Onodera Ryōta Nishizono / Hayato Okamoto          |
|                       | 3     | HKG  | Leung Chun-wing / Ko Siu-wai Cheung King-lok / Ho Burr Leung Ka-yu / Mow Ching-ying                       |

### Frauen
| Disziplin        | Platz | Land | Fahrerin       |
| ---------------- | ----- | ---- | -------------- |
| Straßenrennen    | 1     | HKG  | Yang Qianyu    |
|                  | 2     | KOR  | Na Ah-reum     |
|                  | 3     | JPN  | Miho Yoshikawa |
| Einzelzeitfahren | 1     | CHN  | Liang Hongyu   |
|                  | 2     | KOR  | Lee Ju-mi      |
|                  | 3     | JPN  | Yumi Kajihara  |

### Männer U23
| Disziplin        | Platz | Land | Fahrer               |
| ---------------- | ----- | ---- | -------------------- |
| Straßenrennen    | 1     | JPN  | Hayato Okamoto       |
|                  | 2     | KAZ  | Jewgeni Giditsch     |
|                  | 3     | IRI  | Mohammad Ganjkhanlou |
| Einzelzeitfahren | 1     | JPN  | Rei Onodera          |
|                  | 2     | CHN  | Zheng Zhang          |
|                  | 3     | KAZ  | Juri Natarow         |

### Frauen U23
| Disziplin        | Platz | Land | Fahrerin            |
| ---------------- | ----- | ---- | ------------------- |
| Straßenrennen    | 1     | TPE  | Li Chia Yun         |
|                  | 2     | HKG  | Pang Yao            |
|                  | 3     | KAZ  | Rinata Achmettscha  |
| Einzelzeitfahren | 1     | KAZ  | Jekaterina Juraitis |
|                  | 2     | HKG  | Pang Yao            |
|                  | 3     | BRN  | Razan Soboh         |

### Junioren
| Disziplin        | Platz | Land | Fahrer                 |
| ---------------- | ----- | ---- | ---------------------- |
| Straßenrennen    | 1     | KAZ  | Daniil Maruchin        |
|                  | 2     | KAZ  | Igor Tschschan         |
|                  | 3     | IRI  | Amirhossein Jamshidian |
| Einzelzeitfahren | 1     | KAZ  | Igor Tschschan         |
|                  | 2     | CHN  | Yu Ze                  |
|                  | 3     | UZB  | Iskandarbek Schodijew  |

### Juniorinnen
| Disziplin        | Platz | Land | Fahrerin                    |
| ---------------- | ----- | ---- | --------------------------- |
| Straßenrennen    | 1     | CHN  | Chang Yue                   |
|                  | 2     | JPN  | Misuzu Shimoyama            |
|                  | 3     | THA  | Chaniporn Batriya           |
| Einzelzeitfahren | 1     | CHN  | Kang Qiao                   |
|                  | 2     | KAZ  | Marina Kusmina              |
|                  | 3     | INA  | Liontin Evangelina Setiawan |

## Medaillenspiegel
| Platz  | Land                         | Gold | Silber | Bronze | Gesamt |
| ------ | ---------------------------- | ---- | ------ | ------ | ------ |
| 1      | Kasachstan                   | 5    | 3      | 3      | 11     |
| 2      | Volksrepublik China          | 3    | 2      | 0      | 5      |
| 3      | Japan                        | 2    | 2      | 2      | 6      |
| 4      | Südkorea                     | 1    | 3      | 0      | 4      |
| 5      | Hongkong                     | 1    | 2      | 2      | 5      |
| 6      | Chinesisch Taipeh            | 1    | 0      | 0      | 1      |
| 7      | Vereinigte Arabische Emirate | 0    | 1      | 0      | 1      |
| 8      | Iran                         | 0    | 0      | 2      | 2      |
| 9      | Bahrain                      | 0    | 0      | 1      | 1      |
| 9      | Indonesien                   | 0    | 0      | 1      | 1      |
| 9      | Thailand                     | 0    | 0      | 1      | 1      |
| 9      | Usbekistan                   | 0    | 0      | 1      | 1      |
| Gesamt | Gesamt                       | 13   | 13     | 13     | 39     |